# The Ballad of Mona Lisa
«The Ballad Of Mona Lisa» (en español «La Balada de la Mona Lisa») o formalmente llamada simplemente «Mona Lisa» es una canción de la banda estadounidense de rock Panic! at the Disco, lanzada el 1 de febrero de 2011 como el segundo sencillo (single) del grupo en el tercer álbum de estudio, Vices & Virtues. El vocalista Brendon Urie escribió la canción para expresar las luchas personales y sus muchos años de condenas anteriores a su producción oficial de Vices & Virtues.
La canción ha recibido críticas positivas desde su lanzamiento.
Es la 2 canción más escuchada de la gran banda pero aun siendo la 2 es igual la más conocida

## Antecedentes
The Ballad Of Mona Lisa, escrita por el cantante Brendon Urie, fue una de las primeras canciones compuestas para el tercer disco de la banda, Vices & Virtues. Como una canción escrita antes de que la banda comenzara a grabar su segundo álbum, Pretty Odd este resultó ser una inspiración para la producción de Vices & Virtues: 
Algunas de las ideas - como "The Ballad Of Mona Lisa", en concreto - fue producto de una idea que tuve hace cuatro años, probablemente, incluso antes de que comenzara a viajar bastante en la recogida. Figurativa impar, Y estaba sentado en mi ordenador portátil lleno de polvo en el disco duro, realmente no fue mucho", dijo Urie. "Eso terminó siendo una buena introducción a la realidad de todo el proceso. 
El vocalista Brendon Urie escribió la canción que trata sobre su propias convicciones personales y las luchas. "A primera vista puede parecer que sólo es una historia dramática entre un chico y una chica", explica Urie. "Pero es realmente acerca de lo que he estado pasando, un sentimiento de la lucha dentro de mí, y la lucha contra las dualidades de mi personalidad - el lado que ignora todo y destruye todo y el otro que trata de tomar el relevo. Es todo, dolores de crecimiento". La canción fue inspirada también por el movimiento Urie en Las Vegas, Nevada, donde ha vivido toda su vida, desde Santa Mónica, California, con Panic! el baterista Spencer Smith. Urie señala que la medida era "una gran parte del crecimiento."
Musicalmente, la canción es similar a los producidos por el álbum debut de la banda, A Fever You Can't Sweat Out (2005), sin embargo, Urie explicó en una entrevista en 2011 que la canción representa más que un nuevo comienzo. Urie dijo que "fue un nuevo comienzo cuando Spencer [Smith] empezó a escribir, por lo que se va a terminar sonando diferente, musicalmente". El título de la canción es, por supuesto, una alusión a la Mona Lisa el famoso Renacimiento era la pintura al óleo por Leonardo da Vinci.

## Lanzamiento y recepción
El sencillo fue anunciado en diciembre de 2010 de Alternative Press. La canción fue originalmente titulada "Mona Lisa", y fue originalmente en enero del 2011. El 17 de enero de 2011, Fueled by Ramen publicó el segundo clip de este en sus cuents de Tumblr y YouTube. El 21 de enero de 2011, la canción se filtró en su totalidad, y Panic! at the Disco dio a conocer su video en YouTube de la letra oficial del 24 de enero de 2011. Poco después de su debut el 01 de febrero en la tienda iTunes Store, se lanzó como  # 1 en iTunes "Top Canciones alternativo" del gráfico, y se mantuvo entre los diez primeros como favorito para las próximas semanas. El video recibió 120 mil entradas en MTV.com dentro de la semana de su debut allí y, a partir del 15 de febrero, es en la actualidad se acerca 6.700.000 visitas en el canal oficial de YouTube de Fueled by Ramen.
La canción ha recibido buenas críticas en su lanzamiento. Dos periodistas de Spin criticaron positivamente la canción. William Goodman de Spin, en relación con el sencillo, se describe la canción como "una potencia de himnos de rock ballad con matices personales y oscuros," mientras que John MacDonald, en una revisión de la banda,en sus primera spresentación en vivo oficiales muestran el Vices & Virtues Tour, comentó: "En el Bowery, Panic! volvió la canción una siniestra imitación de cabaret con versos en absolutamente imponentes, un coro que está destinado a obtener chorro de cada deporte y la barra de la tira en el centro comercial del país en los próximos. pocos meses en Estados Unidos hoy en día se le llama la pista de un "midtempo roquero" en lugar de una balada. Muchos periodistas han señalado las similitudes entre "The Ballad Of Mona Lisa" y A Fever You Can't Sweat Out. Antes de la versión oficial de la canción, Wendy Rollins, disc jockey de Filadelfia WRFF (Radio 104.5) describió la canción a través de su Twitter cuenta como "suena un poco como A Fever You Can't Sweat Out ". Emily Tan de AOL Music considera la canción el sonido de "llevar los fanes de vuelta al sonido que se introdujeron para cuando la banda rompió por primera vez en la escena.La canción fue descrita por Alternative Press como "[con] la energía del pop optimista de A Fever You Can't Sweat Out, con el enfoque y la claridad de Pretty. Odd. ".

## Video musical
Fue dirigido por Shane Drake (que anteriormente dirigió el video de la banda de la brecha de la canción " I Write Sins Not Tragedies ") y producida por Brandon Bonfiligo. El video fue puesto al aire el 8 de febrero de 2011, en la MTV 's sitio web poco después de medianoche. En una revisión del video, MTV News 'James Montgomery señaló: "En muchas maneras," Mona Lisa "se trata tanto de decir adiós a banda el pasado, ya que se trata de abrazar su futuro... que tipo de sentido, y no sólo porque el vídeo tiene lugar en un velorio."
El video de temática steampunk tiene muchas similitudes con el video de "I Write Sins Not Tragedies", de la iglesia de ajuste para tomas de cámara diferentes (El sombrero de copa utilizado en el clip I Write Sins Not Tragedies),el cual fue un año antes de utilizarse para la video musical de "I Write Sins Not Tragedies"). El video documenta los pasos para la preparación y mostrando un cuerpo antes del entierro en la época victoriana, de cerrar las ventanas y espejos para ocultar, por el cuerpo fuera en blanco de tal manera amó los podía llorar. El giro en el video, sin embargo, es que se revela que el hombre que se está preparando para el entierro había sido asesinado por su novia, según lo revelado por su fantasma de una niña que a continuación se muestra el resto de los dolientes. El video corre a través de las tradiciones de duelo y las etapas de un funeral en un universo alternativo que se divide la diferencia entre el viejo oeste y la película de Georges Méliès en silencio Viaje a la Luna (1902). Las similitudes con "I Write Sins Not Tragedies "no se perdieron en Smith y Urie. "Cuando estábamos hablando sobre el concepto, alguien tuvo la idea de especie de empate en el comienzo de los "pecados" de vídeo, y nos dimos cuenta que sería trabajar con él ", dijo Smith. "Fue un bonito homenaje a algunas de las primeras cosas que habíamos hecho con Shane", agregó Urie. "Y también, para nosotros, sobre todo, se cierre."
El elenco completo de La Liga de Vapor's apareció en un papel clave en el video. También trajeron los miembros del elenco adicionales para llenar aún más la escena y crear un ambiente más rico con una estética unificada. Con una recién llegada con el nombre de Misty Rose que actúa como la prometida de el fallecido. Además, El Director de la Liga Creative's. Nick Baumann actuó como consultor de la producción primaria de steampunk. En el set del video, filmado en Newhall, California en enero de 2011, asiente con la cabeza a Panic! at the Disco en el pasado estuvieron presentes, de los relojes en la pared (todo listo para las nueve, en honor a su vídeo de Nine In The Afternoon) con el sombrero de copa de polvo en reposo en un banco de la iglesia y el cierre de la puerta de la iglesia (recordando "I Write Sins Not Tragedies"). Urie juega dos personajes distintos, uno "inspirado por Sweeney Todd y muy Johnny Depp.El rancho en el que el video fue filmado alguna vez fue el conjunto de la serie de HBO la serie Deadwood.

## Listas
| Lista (2011)                   | Posición |
| ------------------------------ | -------- |
| Australia Singles Chart        | 21       |
| UK Singles Chart\|             | 43       |
| US Billboard Hot 100           | 89       |
| US Billboard Hot Digital Songs | 67       |
| US Billboard Alternative Songs | 24       |
| US Billboard Rock Songs        | 39       |